# Eduard Melkus
Eduard Melkus (* 1. September 1928 in Baden bei Wien) ist ein österreichischer Violinist und Bratschist.

## Leben und Wirken
Eduard Melkus studierte Violine bei Ernst Morawec und von 1951 bis 1953 Musikwissenschaft bei Erich Schenk, an der Universität Wien. Weitere Violinstudien folgten in Paris bei Firmin Touche, in Zürich bei Alexander Schaichet und Peter Rybar (1913–2002). Er widmete sich bereits unmittelbar nach dem Zweiten Weltkrieg der Erforschung der historischen Aufführungspraxis und gründete 1952 angeregt durch Josef Mertin, mit Gustav Leonhardt und Karl Scheit die „Schola Antiqua Wien“, aus der 1965 die „Capella Academica Wien“, mit der er noch heute auftritt, hervorging. Melkus war Mitglied des 1949 gegründeten Wiener Gamben-Quartetts und gehörte ebenfalls zu dem engeren Kreis von Musikern um Alice und Nikolaus Harnoncourt. Während der Jahre in Zürich 1955 bis 1958, war er Primarius des „Zürcher Streichquartett“, bzw. nach einer Umbesetzung „Neues Zürcher Streichquartett“. Aufnahme: Ernst Toch, Streichquartett, Op. 70 (contemporary Records, 1959). Er beschäftigte sich in frühen Jahren mit den Vorläufern und Varianten der Violine, dem Rebec, der Lira da Braccio oder der Viola d’amore.
Zahlreiche Konzerte, Schallplatten- und CD-Einspielungen von mehr als 200 Werken des späten 17. bis hin zum ausgehenden 18. Jahrhundert mit seiner „Capella Academica Wien“ oder der französischen Cembalistin Huguette Dreyfus erschlossen ihm ein weltweites Publikum.
Eduard Melkus war von 1958 bis zu seiner Emeritierung 1996 Professor für Violine, Barockvioline, Viola und historische Aufführungspraxis an der Wiener Musikhochschule. Zusätzlich übernahm er 1982 die Leitung des Instituts für Wiener Klangstil. 1978 übernahm er die musikalische Leitung einer Opernproduktion bei den Innsbrucker Festwochen der Alten Musik.
Ein besonderes Verdienst Melkus' ist mit der Erforschung der Entwicklung der freien Auszierung der Musik des frühen 18. Jahrhunderts verbunden. In zahlreichen Schriften und Meisterkursen gab er diese Erkenntnisse weiter. 1962 brachte Melkus das ihm gewidmete Violinkonzert op. 84 von Egon Wellesz zur Uraufführung.
Eduard Melkus spielte neben anderen auf einer im Originalzustand belassenen, Nicola Amati zugeschriebenen Violine von 1679.
In seinem Wohn- und Heimatort Baden bei Wien ist Eduard Melkus seit 1980 Initiator und Organisator der „Badener Beethoventage“. 1987 wurde er mit dem Händelpreis des Bezirkes Halle ausgezeichnet. Melkus war seit 1952 mit Marlis geb. Selzer (gest. 2017) verheiratet. Aus dieser Ehe stammten 4 Kinder, zahlreiche Enkel und Urenkel. Er ist in 2. Ehe mit Eri Melkus-Ota verheiratet, Geigerin und Konzertmeisterin der Capella Academica.

## Schriften (Auswahl)
- (Hrsg.): 15 Jahre Institut für Wiener Klangstil (1980–1995), Institut für Wiener Klangstil 1996, ISBN 3-900914-01-X
- Die Violine. Eine Einführung in die Geschichte der Violine und des Violinspiels, Schott, Mainz 1973, ISBN 3-7957-2359-0
- Veröffentlichungen:

1. Der Bachbogen
2. Die Violine als Objekt der Stilkunde
3. Bogensetzung und Stricharten in der Musik Mozarts
4. Bogensetzung und Stricharten im Werke Beethovens
5. Neue Wege zur Interpretation der Alten Musik, Aufführungspraxis im Vergleich mit der bildenden Kunst (S. 173–201) in der Festschrift Josef Mertin (Wien, 1994)

- Mein Lehrer Adolf Sieberth, in: Michel Cullin, Primavera Driessen Gruber (Hrsg.): Douce France? : Musik-Exil in Frankreich / Musiciens en Exil en France 1933–1945. Wien: Böhlau, 2008, S. 217–222

## Diskografie (Auswahl)
- Ernst Toch, Streichquartett, Op. 70, Neues Zürcher Streichquartett: Eduard Melkus, Jürg Jenne (Violinen), Kurt Hirschfeld (Bratsche), Frédéric Mottier (Violoncello).